# Hugo Härtig
Hugo Härtig (* 4. September 1872 in Berlin; † 11. September 1944 im Zuchthaus Brandenburg-Görden) war ein deutscher kommunistischer Widerstandskämpfer gegen den Nationalsozialismus.

## Leben

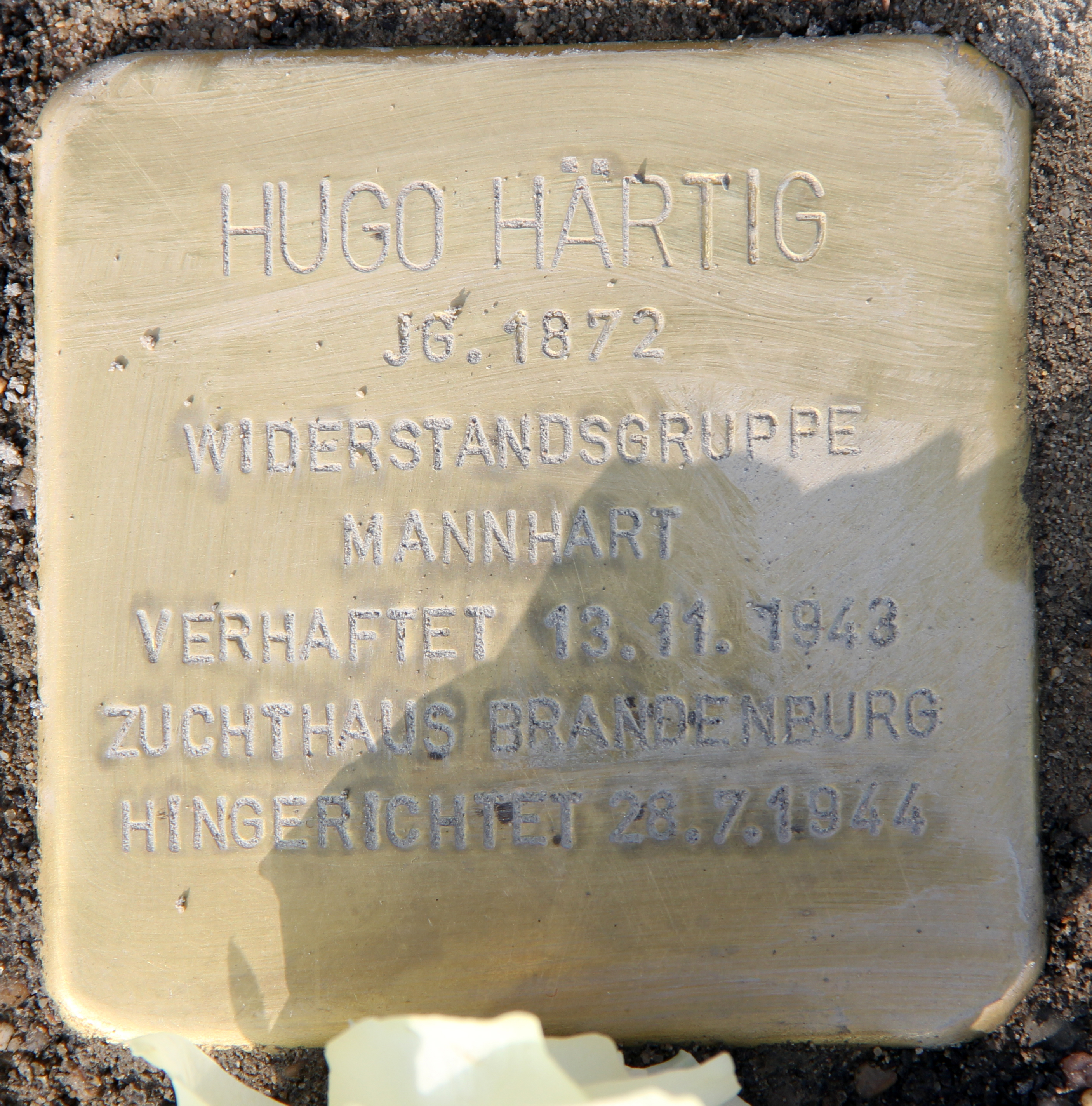
Stolperstein für Hugo Härtig

Hugo Härtig war eines von sechs Kindern in der einfachen Familie eines Webermeisters. Hugos Vater war Mitglied der Sozialdemokratischen Partei Deutschlands (SPD), seine Mutter war Hausfrau. Bereits als Kind von sechs Jahren half er dem Vater am Webstuhl und trug so zum Unterhalt bei. Als er die Volksschule abgeschlossen hatte, erlernte er den Beruf des Tischlers. Zunächst absolvierte er ab 1893 für zwei Jahre seinen Wehrdienst in einem kaiserlichen Infanterieregiment. Im Jahre 1898 wanderte er nach den USA aus und fand in New York Arbeit als Tischler. Im Jahre 1902 kehrte er aber wieder in die Heimat zurück und arbeitete wieder als Tischler. Im Jahre 1905 eröffnete er in Woltersdorf eine Ruderboot-Vermietung. Gleichzeitig unterhielt er in Lichtenberg eine Schankwirtschaft.
Hugo Härtig heiratete 1906, er hatte einen 1909 geborenen Sohn.
Im Ersten Weltkrieg wurde Härtig als Soldat sowohl im Osten als auch im Westen eingesetzt und wurde dabei zweimal verwundet. Ins zivile Leben zurückgekehrt, vermietete er weiter seine Boote, doch 1927 verkaufte er dann sein Unternehmen. Nun errichtete er in Kaulsdorf ein Wohnhaus und eröffnete dort einen Kolonialwarenladen.
Im Jahre 1890 trat er dem Deutschen Holzarbeiterverband bei. Im Jahre 1895 wurde er gleich seinem Vater Mitglied in der Sozialdemokratischen Partei Deutschlands (SPD). Bei Kriegsbeginn trat er sowohl aus der Gewerkschaft wie auch aus der SPD aus. Seine Sympathien führten ihn 1920 zum Eintritt in die Kommunistische Partei Deutschlands (KPD). Als die KPD nach 1933 in die  Illegalität ging, leitete er den Unterbezirk Lichtenberg. Nach dem Beginn des Zweiten Weltkriegs bekam er Kontakt zu der KPD-Betriebszelle in der Rheinmetall-Borsig AG, der Widerstandsgruppe Mannhart um Max Klesse. Die Schriften und Flugblätter dieser Widerstandsgruppe verteilte er. Auch half er Kriegsgefangenen und Zwangsarbeitern bei der Versorgung mit Essen und Kleidung. Er hörte die Feindsender Radio Moskau und London ab, notierte die dort gemeldeten Veränderungen im Kriegsverlauf und zeichnete die deutschen Kriegsverluste bei Panzern, Flugzeugen und Truppen auf. Er lernte den im Untergrund lebenden Paul Hinze kennen, der ihm den Kontakt zur Mannhart-Gruppe vermittelt hatte. Er brachte ihn zunächst bei dem Konditor Otto Haase in Tegel unter, ab Juli dann bei Verwandten und einem Bekannten.
Als die Mannhart-Gruppe entdeckt und deren Mitglieder gefangen genommen worden waren, wurde auch Hugo Härtig am 13. November 1943 verhaftet und vom Volksgerichtshof zum Tode verurteilt wegen seiner Hilfe für den verfolgten Paul Hinze und wegen Feindbegünstigung. Am 28. Juli 1944 wurde das Todesurteil verkündet. Er wurde nach Brandenburg-Görden verbracht und dort am 11. September mit dem Fallbeil hingerichtet.

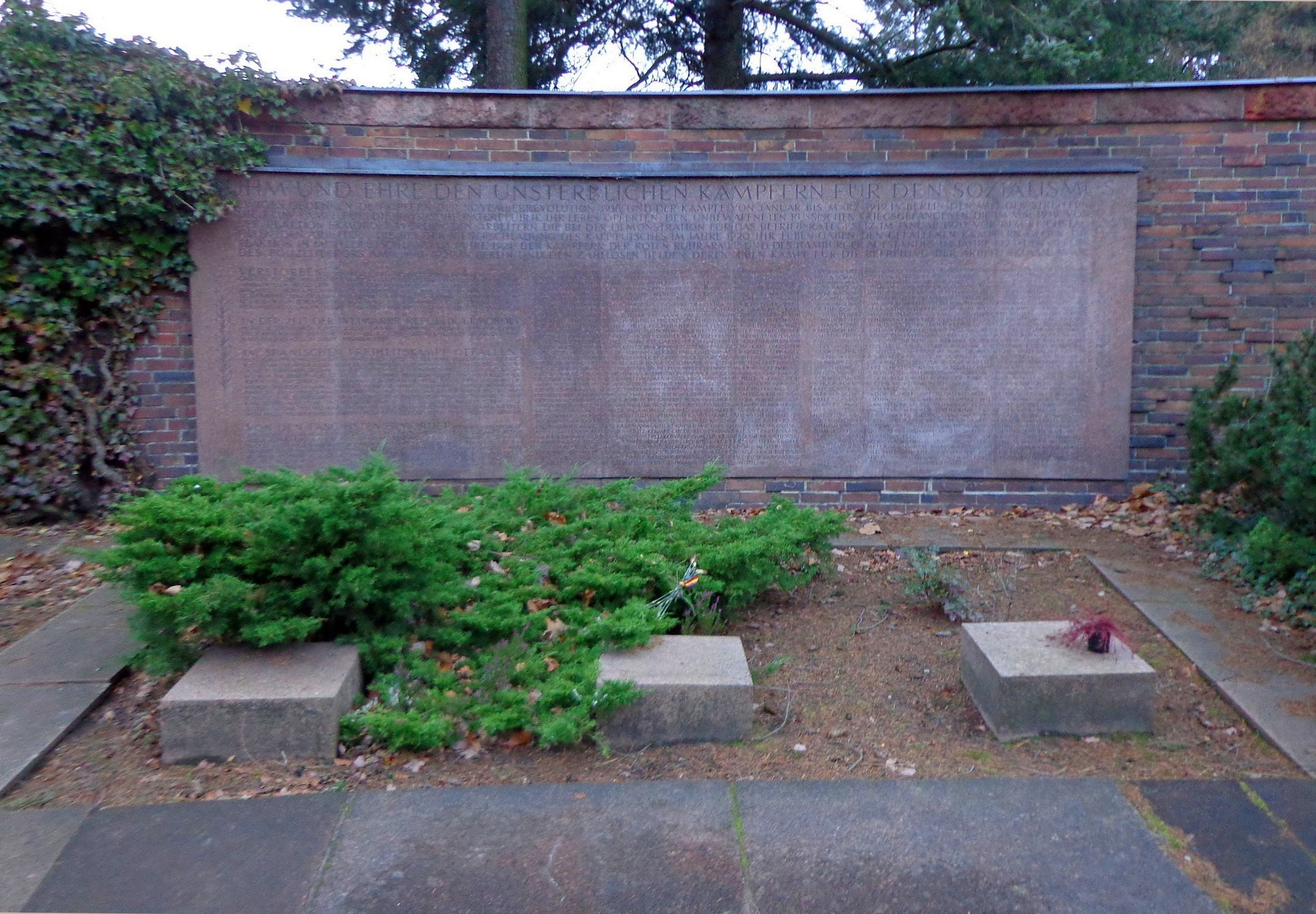
Gedenkstätte der Sozialisten, Porphyr-Gedenktafel an der Ringmauer mit Urnensammelgrab

Nach der Hinrichtung wurde sein Leichnam im Krematorium Brandenburg verbrannt. Im Jahr 1946 wurden zahlreiche Urnen mit der Asche von in der Zeit des Nationalsozialismus hingerichteten Widerstandskämpfern aus den damaligen Berliner Bezirken Lichtenberg, Kreuzberg und Prenzlauer Berg auf den Zentralfriedhof Friedrichsfelde überführt, von denen besonders viele im Zuchthaus Brandenburg-Görden enthauptet worden waren. Ihre sterblichen Überreste fanden schließlich in der 1951 eingeweihten Gedenkstätte der Sozialisten  (Urnensammelgrab bei der großen Porphyr-Gedenktafel auf der rechten Seite der Ringmauer) ihren endgültigen Platz. Neben Hugo Härtig erhielten auf diese Weise auch viele andere Widerstandskämpfer  eine würdige Grabstätte und einen Gedenkort.

## Erinnerung
- An seinem Wohnhaus in der Bausdorfstraße 10 von Kaulsdorf erinnerte seit 1952 eine Gedenktafel an seinen Widerstandskampf. Diese Tafel wurde 1991 nach einer Fassadenrenovierung entfernt und danach nicht mehr angebracht. Sie wird verwahrt im Bezirksmuseum.
- Zu DDR-Zeiten hieß die Kaulsdorfer Schule 22. POS „Hugo Härtig“.
- An Hugo Härtig erinnert ein Stolperstein an der Berliner Straße 26 in Tegel.[3]